# أليكسي كوزنيتسوف (لاعب كرة قدم)
أليكسي كوزنيتسوف (بالروسية: Кузнецов, Алексей Игоревич)‏ هو لاعب كرة قدم روسي في مركز حراسة المرمى، ولد في 20 أغسطس 1996 في بريانسك في روسيا. لعب مع دينامو بريانسك ونادي فولغا نيجني نوفغورود.

## وصلات خارجية
- أليكسي كوزنيتسوف على موقع قاعدة بيانات كرة القدم.إي يو (الإنجليزية)
- أليكسي كوزنيتسوف على موقع Soccerway.com (الإنجليزية)
- أليكسي كوزنيتسوف على موقع عالم كرة القدم.نت (الإنجليزية)